# Pologne au haut Moyen Âge
L'Histoire de la Pologne ne se formant que dans le contexte de l'époque  médiévale, on pourrait considérer impropre de parler de la Pologne au Haut Moyen Âge. Toutefois, les traces de l'implantation des Polanes et des Vislanes sont aujourd'hui descriptibles, avant les premiers Piasts.
Auparavant, les archéologues de l'antiquité tardive avaient identifié la zone sous le nom de culture de Wielbark, procédant de la civilisation germanique (au sens de la Germanie telle que nommée par les Romains).

## Foyers

Répartition des peuples germaniques vers 50-100
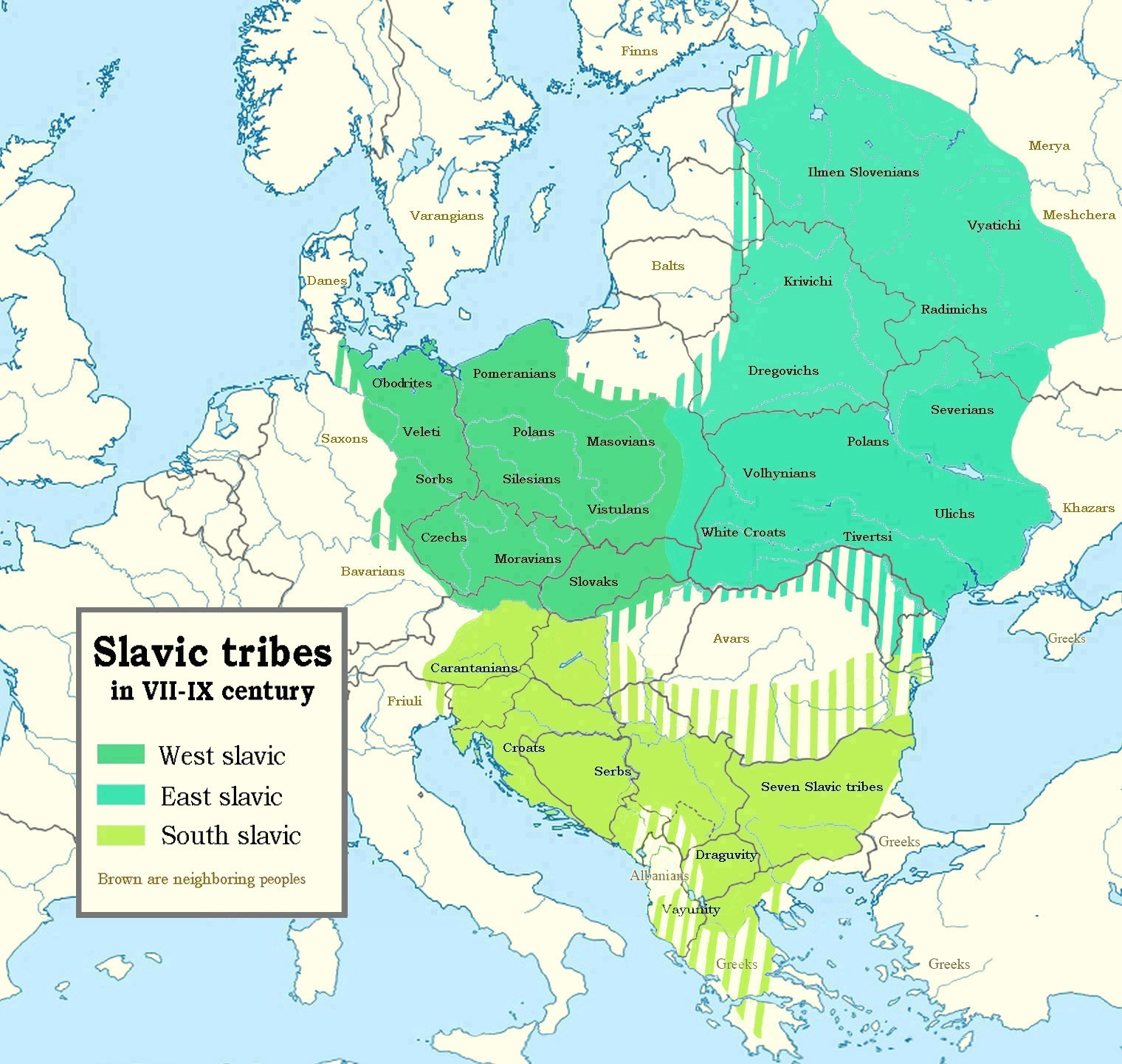
Implantations slaves aux 7e-9e siècles
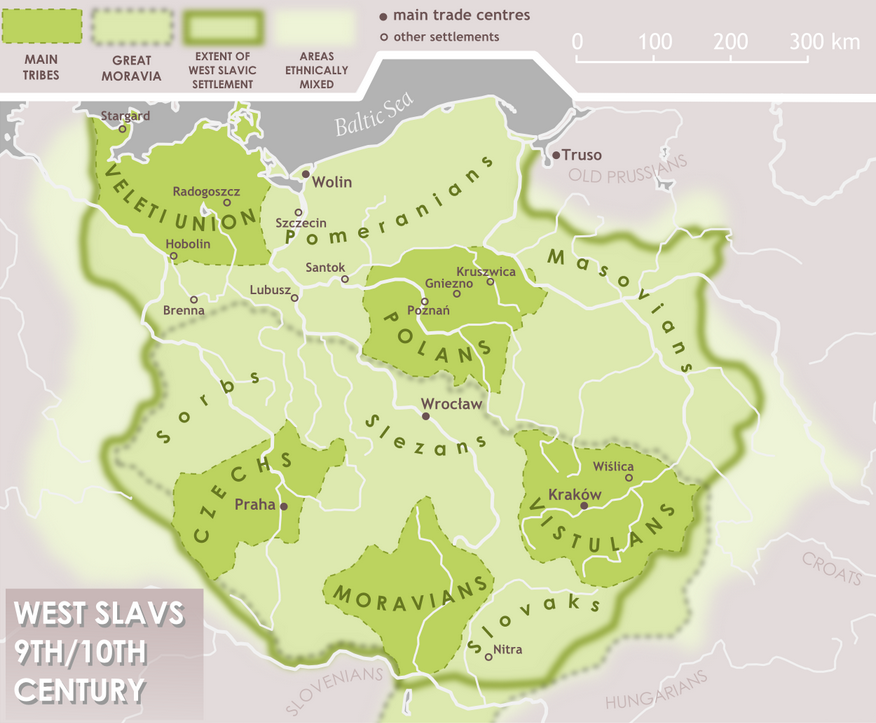
Slaves occidentaux vers 850-950
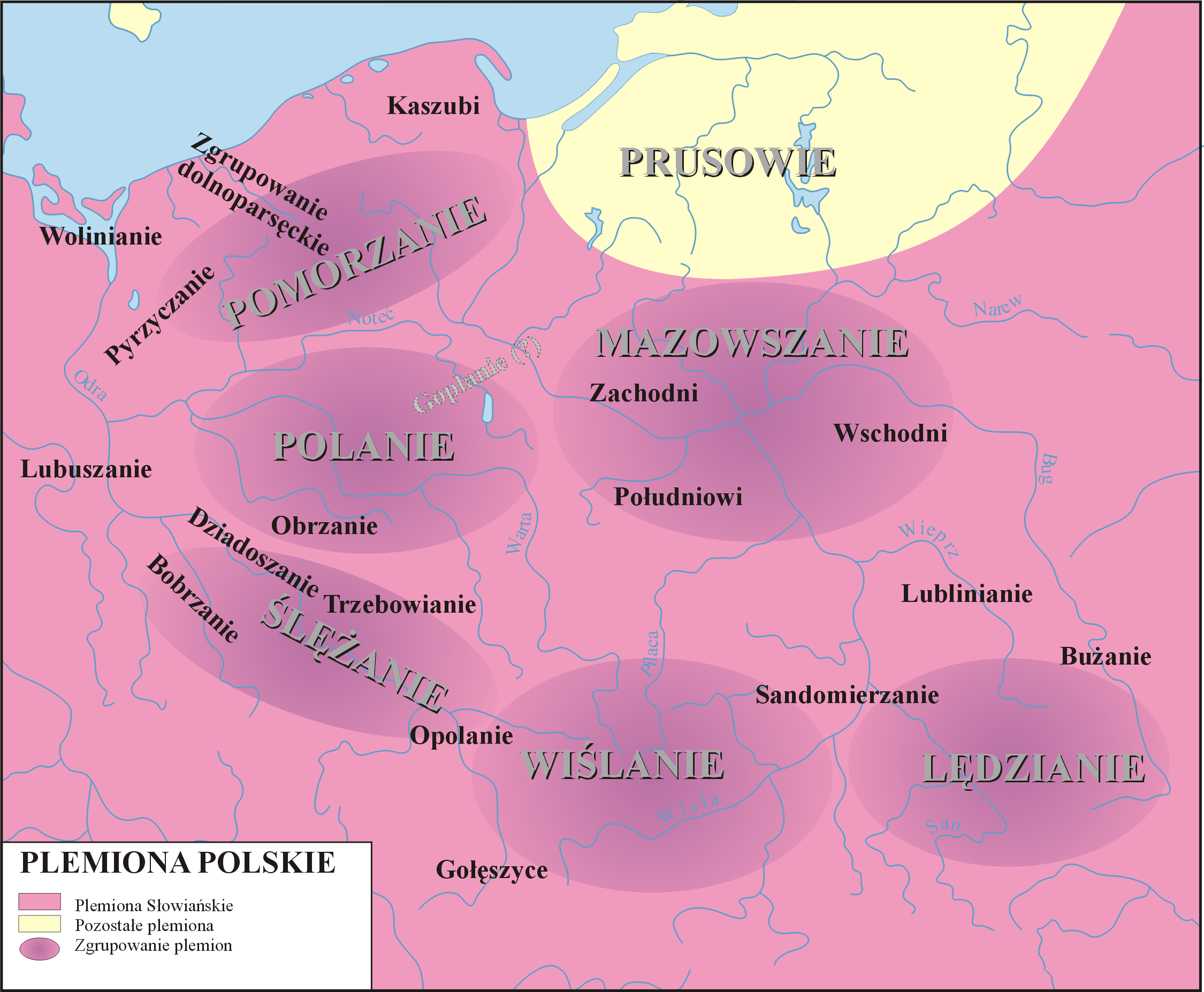
Tribus polonaises/léchitiques

### Grande-Pologne
Nota bene : les codes d'héraldique n'apparaissent qu'au Xe siècle.

L'aigle blanc de Gniezno.

Royaume de Pologne.

Avant la fondation du Royaume des premiers Piasts, les fouilles archéologiques ont permis de mettre au jour des castra (pluriel de castrum), au VIIIe siècle qui attestent l'existence d'une société organisée des Polanes (Polanie, « ceux qui cultivent les champs » de Pola, « champs » ). Le lieu de cette implantation est le bassin de la Warta, foyer originel de Grande-Pologne. S'il y a une « capitale », c'est précisément là qu'elle se trouve : Gniezno.
Gniezno est à ce titre dotée d'une légende fondatrice concernant la séparation de la colonne slave primitive partie des terres de Serbie : La « légende de Lech, Čech et Rus ». Lech pour les Polonais, Czech pour les Tchèques et Rus pour les Russes. Évidemment, le contexte historique est absent puisqu'il s'agit d'une légende nationale (diffère du récit donné par l'histoire de la Serbie, à ce titre).
Cette période est relativement calme pour les Polanes, qui peuvent se développer loin des conflits telluriques qui agitent le reste du monde connu (Mérovingiens, Byzance, Expansion de l'islam, Vikings. On note juste le passage des Varègues en bateau : les Polanes ont le temps de se structurer tranquillement, sans armées à leurs portes.

### Grande-Moravie
Autour de Cracovie, sont implantés les Vislanes, des tribus cousines, qui s'étendent et entrent en contact avec les habitants de Grande-Moravie, auprès desquels ils trouvent une opposition ferme. Après des succès Moraves, les Vislanes entrent en situation de sujétion.
En 863, les missions chrétiennes arrivent dans la région : Cyrille et Méthode parlent de concepts christiques et mettent par écrit l'histoire autochtone.
Au IXe siècle, les Magyars absorbent la Grande-Moravie, les Vislanes fuient devant les invasions magyares et, peut-être, fusionnent avec les Polanes.

### La Pologne auXesiècle

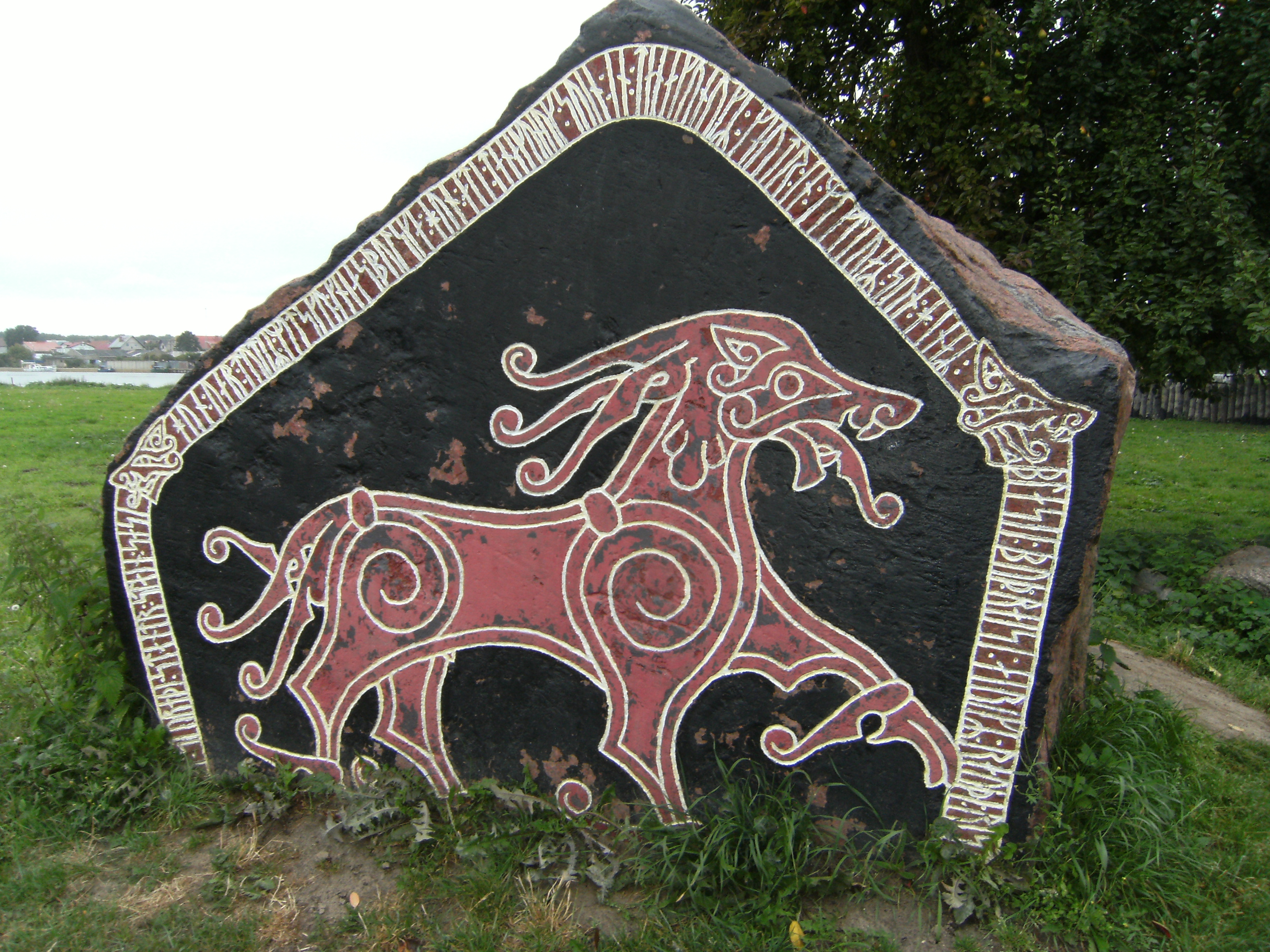
Pierre runique de Wolin
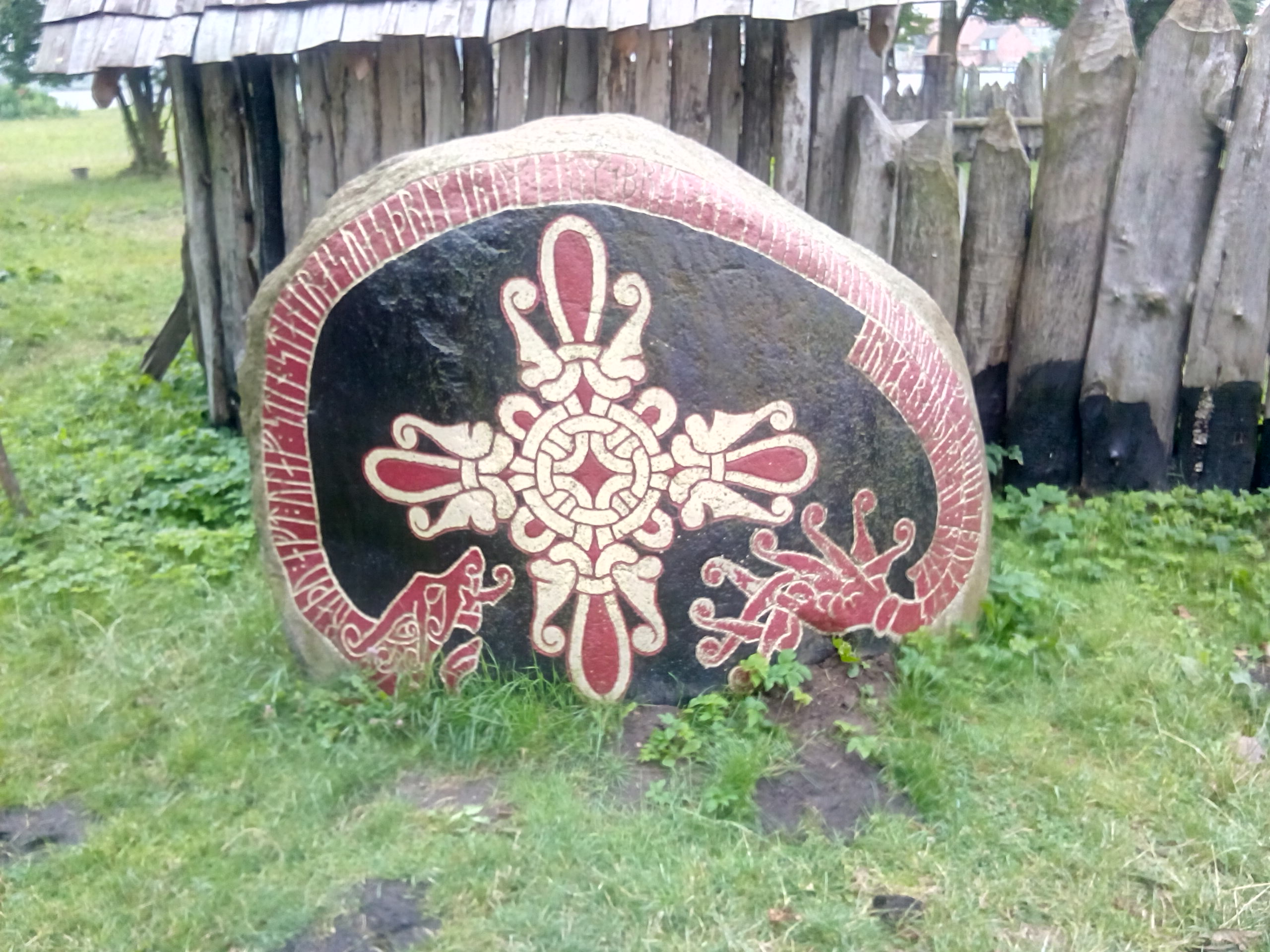
Pierre runique de Wolin
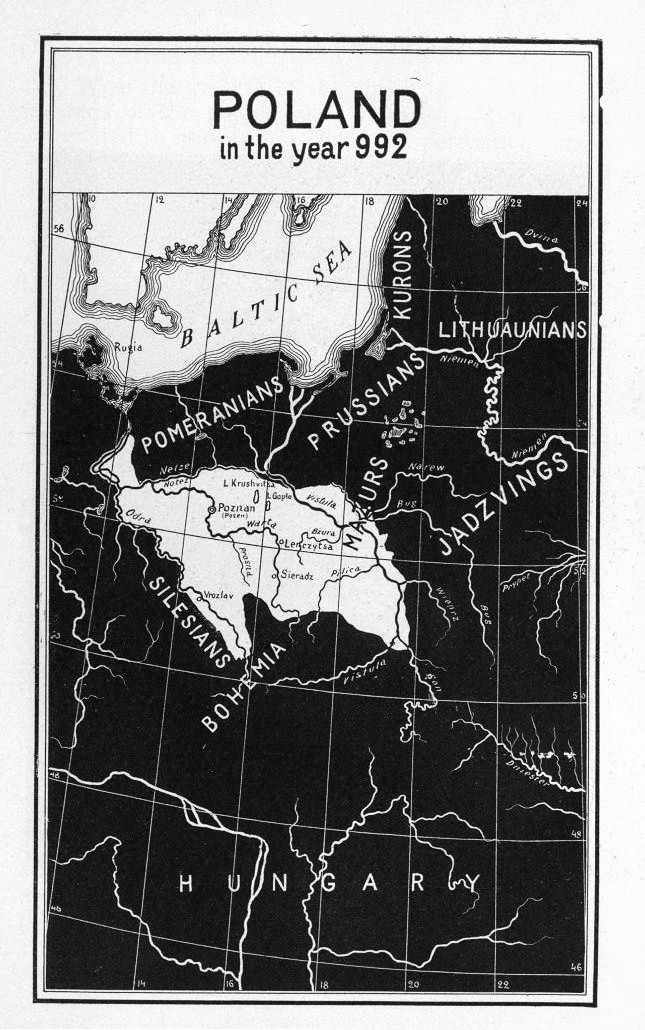
Duchés de Pologne, 992

Le voyageur originaire d’Al-Andalus Ibrahim ibn Ya'qub visite la Pologne vers 960. Il nous indique que l’organisation du pays au Xe siècle repose toujours sur les castra dont les faubourgs se sont développés.
Le gród, c’est-à-dire le castrum proprement dit, avec son palais princier (palatium) de pierre, regroupe les services militaires, administratifs, fiscaux et juridiques, tenus par des hommes du roi mi-domestiques, mi-grands. Le rayon d’action d’un castrum est d’environ 14 km, la distance d’un aller-retour pour un piéton dans la journée.
Au-delà de la première et de la plus solide des enceintes se trouve le suburbium (podgrodzie), formé de petites maisons bordant des rues pavées de pièces de bois pour lutter contre la poussière et la boue, où vivent des artisans : potiers, cordonniers, tanneurs, orfèvres, ferronniers. Sans doute sont-ils contraint d’effectuer des livraisons gratuites au prince et à ses officiers, mais ils vendent aussi leur production, formant des centres de commerce.
Apparue sous Mieszko Ier de Pologne, les monnaies se multiplient sous Boleslas Ier de Pologne, mêlée à des pièces arabes ou byzantines. Certains castra deviennent des lieux de marché reconnu et contrôlé par le prince. Entre les villes s’étendent de vastes forêts peuplées d’aurochs, de sangliers ou de cerfs.
Le 11 mars de l'an mil, l'empereur Otton III du Saint-Empire et le duc Boleslas se rencontrent sur la tombe d'Adalbert de Prague lors du Congrès de Gniezno. Otton III élève Gniezno au rang d'archevêché dépendant directement du Saint-Siège plutôt que d'un archidiocèse allemand. Cet acte préfigure l'indépendance de la Pologne vis-à-vis du Saint-Empire. De fait, le 18 avril 1025, Boleslas Ier le Vaillant est couronné roi de Pologne par Hipolit, l’archevêque de Gniezno. Ce couronnement symbolise l’indépendance du pays et confirme sa puissance en Europe.

### Personnalités
Quelques figures fondatrices de ces potentats : Siemovit ; Lestko ; Siemomysł.
Le premier Piast : Mieszko Ier de Pologne.